# Latif al-Ani

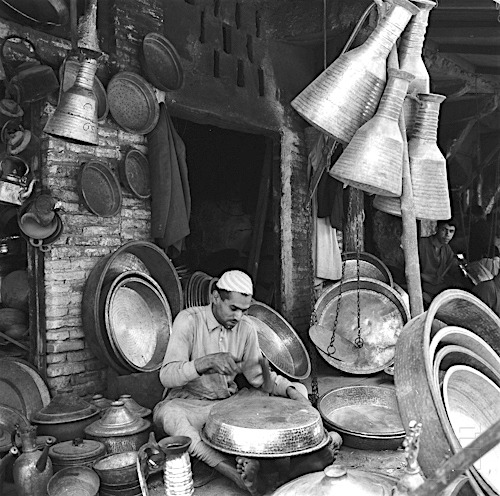
Baghdad, 1962

Latif al-Ani (Arabic:لطيف العاني) foi um fotógrafo iraquiano. Nasceu em 1932 em Carbala, Iraque, e faleceu no dia 18 de novembro de 2021, em Bagdade, Iraque.

## Biografia
Latif al-Ani nasceu e viveu no Iraque, permanecendo em Bagdade durante o conflito Irão-Iraque, que durou cerca de 8 anos (1980-1988). Latif casou-se e teve dois filhos. Faleceu no dia 18 de novembro de 2021, em Baghdad Medical City, 4 meses após ter sido diagnosticado com cancro na medula óssea.
Desenvolveu cedo um interesse pela fotografia, ao observar um fotógrafo local, Nissan, que trabalhava próximo da loja do seu irmão. Vendo o seu interesse, o irmão ofereceu a Latif a sua primeira máquina fotográfica, uma Kodak. Foi com ela que Latif deu os primeiros passos na fotografia ao lado de Nissan, que lhe ensinou os princípios básicos da profissão. Durante aproximadamente três décadas, dedicou-se a fotografar diversos aspetos e facetas do Iraque e da sociedade Iraquiana. Em 1963, Latif al-Ani viajou pelos Estados Unidos, onde mostrou 105 fotografias que retratam a história e a natureza do Iraque.
Sendo o Iraque a sua principal fonte de inspiração, o fotógrafo mostrou uma grande admiração pelo seu país. A escritora Mariam al-Dabbagh confirmou a admiração do fotógrafo por Bagdade, a capital do Iraque, quando, numa conversa entre o fotógrafo e um artista europeu, Latif al-Ani disse: “Baghdad mako mithilha” (Bagdade é uma cidade única).

## Carreira
A carreira fotográfica de Latif iniciou-se em 1953 quando este foi contratado pela revista da “ Iraq Petroleum Company” ou IPC e se tornou próximo do editor da revista, à época, Jack Percival. Em 1960, Latif al-Ani começou a trabalhar para o que se viria a tornar o Ministério da Cultura, onde criou o Departamento de Fotografia. O seu departamento publicou a revista “New Iraq” (novo Iraque) em 5 línguas diferentes, que era distribuída a comunidades diplomáticas e organizações internacionais que operavam na altura no Iraque. Na época de 1970 foi nomeado Diretor de Fotografia da “Iraqi News Agency”, uma oportunidade que lhe atribuiu uma maior possibilidade de capturar a sociedade e cultura iraquianas através da sua lente.
Com a subida de Saddam Hussein ao poder, em 1979, a fotografia pública foi banida condenando a carreira de Latif al-Ani a um fim. O seu trabalho não teve grande reconhecimento até uma exposição do seu trabalho na Bienal de Veneza, em 2015, onde os espectadores ficaram fascinados com as fotografias captadas por Al-Ani. Desde então, as suas obras foram ganhando cada vez mais divulgação e reconhecimento por parte do público e seus pares, que o fotógrafo pôde testemunhar antes da sua morte.

## Fotografias
As fotografias de Latif al-Ani são caracterizadas pelo seu efeito Chiaroscuro , uma técnica usada na pintura renascentista que apresenta um forte contraste entre luz e sombra na representação de um objeto. O glamour da maior parte das suas fotografias transmite nostalgia. No entanto, Latif aborda também o aspeto antigo e arqueológico nas suas fotografias. As suas fotografias em locais arqueológicos como Babilónia e Ctesifonte foram das primeiras fotografias aérias capturadas a estes locais.
Latif captou inúmeras fotografias entre as décadas de 1950 e 1970, um período de grande desenvolvimento e prosperidade no Iraque. Durante este período, Latif al-Ani documentou o quotidiano da vida iraquiana: agricultores, trabalhadores de fábricas, militares mas também cidadãos comuns na sua vida do dia-a-dia, capturando nas suas fotografias a essência da sociedade na altura, na sua vertente cultural e social.
Latif al-Ani ficou também conhecido por fotografar lugares arqueológicos no seu país, através de vistas aéreas. Muitos dos locais que fotografou estão agora destruídos e degradados e o estilo de via e cultura da população iraquiana alterado radicalmente. Estas diferenças profundas no que toca a locais, cultura, estilo de vida da mesma população em alturas diferentes conferem às suas fotografias uma importância histórica sem paralelo.